# Kapitalbindning
Kapitalbindning innebär att ett företags kapital binds i exempelvis varulager, kundfordringar, maskiner eller liknande och därför inte kan disponeras för andra ändamål.